# Pedro Manuel de Toledo
Pedro Manuel de Toledo (São Paulo, 29 de junho de 1860 — Rio de Janeiro, 29 de julho de 1935) foi um advogado, diplomata e político brasileiro. Foi o quarto interventor federal a ocupar o governo do estado de São Paulo e vigésimo nono governador de São Paulo, quando comandou os paulistas na Revolução Constitucionalista contra o Governo Provisório do presidente Getúlio Vargas em 1932.

## Início de vida

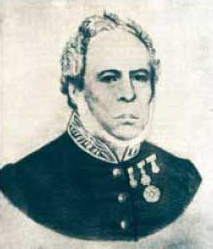
Joaquim Floriano de Toledo, conselheiro do Imperador e avô de Pedro de Toledo

Pedro Manuel de Toledo nasceu em 29 de junho de 1860, em São Paulo, filho de Manuel Joaquim de Toledo e de Ana Barbosa Toledo. Seu avô paterno, Joaquim Floriano de Toledo, foi secretário particular do Imperador Dom Pedro I, além de deputado geral e vice-presidente da então província de São Paulo entre 1848 e 1868. Seu tio, Visconde de Ouro Preto foi também deputado geral, senador, ministro da Marinha, ministro da Fazenda, conselheiro de Estado presidente do último Conselho de Ministros do Império em 1889.
Pedro de Toledo iniciou os seus estudos básicos e superior em São Paulo, mas pediu transferência para a Faculdade de Direito de Recife onde lá se diplomou em 1884. Após obter o seu bacharelado em Direito, fixou residência em São José do Além Paraíba, atual cidade de Além Paraíba-MG, onde fundou a seção local do Partido Republicano junto com outras lideranças do partido.
Em 1885, foi designado procurador fiscal da Tesouraria de São Paulo por recomendação do Visconde de Ouro Preto, assim, retornando residência na capital do estado. Era maçom e participou do movimento republicano. Com a Proclamação da República em 1889, assumiu interinamente o cargo de delegado e chefe de polícia da cidade.
Em 1893, durante o mandato do Presidente da República Floriano Peixoto, ocorreram dois importantes conflitos armados: a Revolta da Armada e a Revolução Federalista. O presidente de São Paulo (cargo atualmente denominado de governador), Bernardino de Campos bem como o Partido Republicano Paulista apoiaram o governo federal contra os rebeldes. Pedro de Toledo, na ocasião, exercia interinamente o comando da Guarda Nacional, tendo sido comissionado coronel, e no comando dessa corporação desempenhou missões confiadas a ele por Bernardino de Campos. Assim, deslocou-se com um contingente da Guarda Nacional para a cidade paulista de Faxina (atual Itapeva), então convertida em praça de guerra. Lá, colaborou com as demais forças legalistas que atuavam no litoral sul de São Paulo e também na fronteira com o Paraná, prevenindo uma ofensiva rebelde no território paulista.

## Início da Carreira Política
Em 1895, foi deputado estadual de São Paulo pelo Partido Republicano e também fundou naquele ano o jornal A Nação, em oposição ao governo federal, então presidido por Prudente de Morais, que era líder de outra facção do mesmo partido. A separação entre as duas correntes do Partido Republicano efetivou-se em 1897. Durante o seu mandato defendeu principalmente a política de valorização do café, a organização dos municípios e a expansão das estradas de ferro no estado. Após o seu mandato, Pedro de Toledo retomou a advocacia. Porém, retornou a atividade política em 1905, se elegendo novamente deputado estadual, por influencia de Jorge Tibiriçá. Também nesse período se tornou influente na maçonaria paulista, chegando a ocupar o cargo de grão-mestre do oriente maçônico de São Paulo.
Na Eleição Presidencial em março de 1910, Hermes da Fonseca foi eleito Presidente da República e Pedro de Toledo foi reeleito deputado estadual. Pedro de Toledo passou a integrar um grupo do Partido Republicano que apoiou o então presidente eleito, assim, não chegou a assumir o novo mandato parlamentar estadual uma vez que convidado por Hermes da Fonseca para ocupar o Ministério da Agricultura de seu governo, empossado em 15 de novembro de 1910. O então Ministro da Agricultura, durante sua gestão, elaborou o regulamento das estações sericícolas, criou o Serviço de Consultas, criou a Diretoria Geral de Contabilidade e reformulou o regulamento do ministério e de órgãos subordinados, como o Serviço de Inspeção e Defesa Agrícolas e o Serviço Geológico e Mineralógico. Contudo, entre janeiro e fevereiro de 1912, assumiu interinamente o Ministério da Viação e Obras Públicas substituindo José Joaquim Seabra. Em maio daquele ano, retomou a pasta da Agricultura e permaneceu no Ministério da Agricultura até 18 de novembro de 1913.
Em maio de 1914, foi nomeado embaixador extraordinário e ministro plenipotenciário do Brasil na Itália. Nesse cargo, conseguiu a revogação da lei que impedia a imigração italiana para o Brasil. Entre outubro de 1917 e abril de 1919, foi transferido para a embaixada do Brasil na Espanha e exerceu as mesmas funções na Argentina entre novembro de 1919 e abril de 1926.
Na década de 1923, passou a defender o voto secreto e reformas no sistema eleitoral do país, chegando a publicar livro que viria a ser publicado mais tarde pelo Partido Democrático (PD) de São Paulo com o título O voto secreto.
Desagradou o então presidente da República, Artur Bernardes, por seu tratamento cordial aos exilados da Revolução de 1924 na Argentina, o que lhe rendeu retaliações e a determinação de retorno ao Brasil, em abril de 1926. Na ocasião, com 66 anos de idade, afastou-se então da vida pública e voltou a exercer a advocacia em São Paulo.

## Interventor e Governador de São Paulo

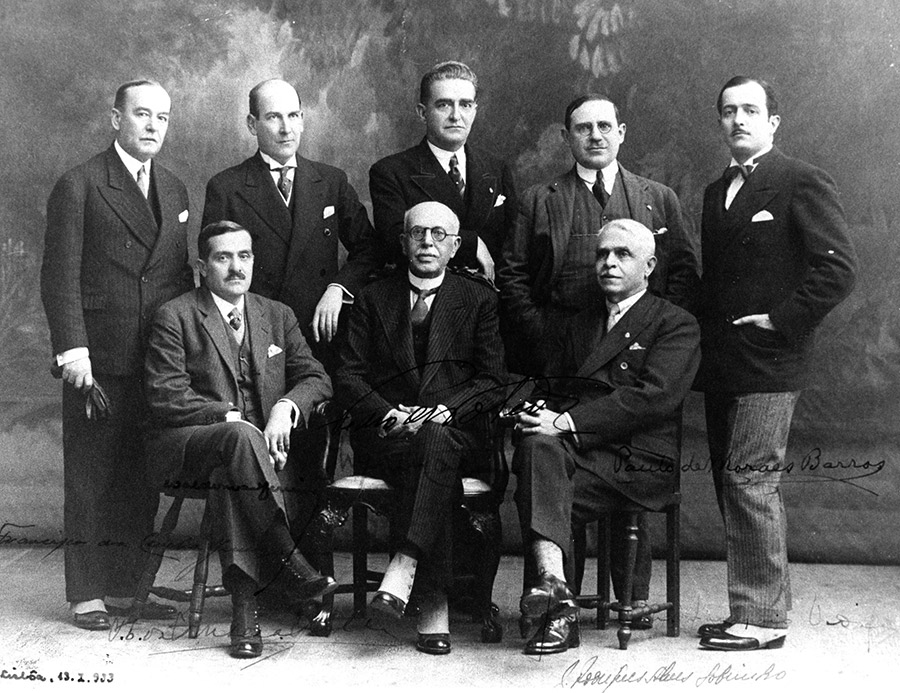
Pedro de Toledo ladeado pelos seus secretários no governo de São Paulo

Em 7 de março 1932, foi nomeado interventor federal em São Paulo. Em  maio daquele ano, contrariando a diretriz do regime de Getúlio Vargas e por pressão da população paulista, a Frente Única Paulista articulou a formação de um novo secretariado junto ao interventor, formado exclusivamente por nomes paulistas, defensores da bandeira da reconstitucionalização e da autonomia estadual. Ainda no dia 22 de maio de 1932, Getúlio Vargas enviou Oswaldo Aranha a São Paulo, com a missão de sustar a reforma e impor ao interventor paulista um corpo de secretários conveniente aos interesses do governo provisório. Sabendo disso, a população paulista realizou um grande protesto entre os dias 22 e 23 de maio para a demonstrar repúdio à visita de Aranha e a própria ditadura. A pressão popular tornou malograda a missão de Oswaldo Aranha, resultando na manutenção da proposta da FUP para o novo corpo de secretários de governo, que era formado pelos seguintes nomes: Valdemar Ferreira, na Secretaria da Justiça e Segurança Pública; Francisco da Cunha Junqueira, na Secretaria de Agricultura, Indústria e Comércio; Francisco Emygdio da Fonseca Telles, na Secretaria de Viação e Obras Públicas; Thyrso Queirolo Martins de Sousa, como Chefe de Polícia de São Paulo; José Rodrigues Alves Sobrinho, na Secretaria de Educação e Saúde Pública); Joaquim Sampaio Vidal, no Departamento de Administração Municipal; e Paulo de Morais Barros, na Secretaria da Fazenda.
Nesse cargo, participou do movimento constitucionalista de 1932, que culminou na Revolução Constitucionalista ocorrida entre 9 de julho e 2 de outubro de 1932, tendo sido Pedro de Toledo o comandante civil do movimento, após o massacre de 23 de maio de 1932, quando foram mortos Martins, Miragaia, Dráusio e Camargo, durante manifestações que reivindicavam a Reconstitucionalização do país e a saída de Getúlio Vargas da Presidência da República, cujas iniciais deram origem ao movimento MMDC.
Em 10 de julho daquele ano, após a deflagração do levante, Pedro de Toledo renunciou ao cargo de Interventor de São Paulo e logo na sequência foi então aclamado pelo povo Governador de São Paulo, cargo que exerceu até o fim do conflito. Após três meses de combates nos quatro cantos do estado, São Paulo foi derrotado militarmente e Pedro de Toledo foi deposto na tarde de 2 de outubro pelo comandante geral da Força Pública de São Paulo, o coronel Herculano de Carvalho e Silva, que naquele dia já cumpria ordens de Getúlio Vargas. A sua deposição foi consumada por uma comissão de oficiais da Força Pública designada pelo seu comandante geral, a qual era composta pelo coronel Eduardo Lejeune, o major Mario Rangel e o capitão João Francisco da Cruz, que realizou a comunicação oficial e requisitou as prestações de contas do governo estadual. Na mesma data, o coronel Herculano foi designado por Getúlio Vargas interventor militar interino do Estado, enquanto aguardava a chegada do interventor militar oficialmente nomeado pelo governo provisório. Alguns dias depois seguiu preso para o Rio de Janeiro, junto a outros líderes civis e militares do levante. Em 1º de novembro daquele ano foi deportado para Portugal, onde viveu exilado até ser contemplado pela anistia geral, concedida em maio de 1934, ocasião em que retornou ao Brasil, tendo sido recepcionado na sua chegada com amplas homenagens por parte de autoridades e populares.
Paulo Menotti Del Picchia, no seu livro A Revolução Paulista (1932), relata ter ouvido o seguinte pensamento do então Governador do Estado de São Paulo sobre a Revolução Constitucionalista:
| “ | Nós que apenas rotulamos, com o nome, este movimento oceânico de um povo, temos a impressão íntima de que somos rolhas boiando em cima de uma corrente. Não conduzimos coisa alguma. Somos conduzidos por uma vontade mais forte e superior. Movimentos sociais desta amplitude têm, por certo, um sentido profundo e fatalístico, que escapa à nossa percepção, por mais aguda que ela seja. | ” |

## Vida pessoal
Foi fundador e membro da Academia Paulista de Letras, titular da cadeira nº 39.
Era casado com Francisca Barbosa da Gama Cerqueira.
Faleceu na cidade do Rio de Janeiro, em 29 de julho de 1935. Em 9 de julho de 1957, os seus restos mortais foram transladados para o Monumento Mausoléu do Soldado Constitucionalista no Parque Ibirapuera, em São Paulo.